# MGC Dormagen-Brechten
Der MGC Dormagen-Brechten (Minigolfclub Dormagen-Brechten e.V.) ist ein Dormagener Sportverein mit Schwerpunkt Minigolf. In der laufenden Saison nehmen drei Vereinsmannschaften am Meisterschaftsligenspielbetrieb teil. Der Verein gehört zum Deutschen Minigolfsport Verband. Die erste und zweite Herren- sowie eine Damenmannschaft spielen in der 1. Minigolf-Bundesliga.

## Geschichte
Der Verein wurde als MGC Fredenbaum 1961 gegründet. 1967 erfolgte der Umzug in den Dortmunder Stadtteil Brechten und die Umbenennung in MGC Brechten. Der Eintrag in das Vereinsregister der Stadt Dortmund und die Anerkennung der Gemeinnützigkeit wurde durch die Satzungsgenehmigung beim Amtsgericht im April 1980 vollzogen.
Von Beginn an zählten die Sportler des Vereins zu den Erfolgreicheren in dieser Sportart. In den sechziger Jahren waren es die Jugendlichen und in den siebziger Jahren die Damen, die zahlreiche nationale und internationale Titel erreichten. Seit Mitte der achtziger Jahre sind die Herren das Aushängeschild des Vereins. Außerdem stellte der Verein viele Nationalspieler, die an Europa- sowie Weltmeisterschaften teilnahmen.
Im Verlauf des Jahres 2007 stellte sich die Finanzierung und Aufrechterhaltung des überregionalen Spielbetriebes immer schwieriger dar. Hier bot sich eine sonderbare Möglichkeit an, die auch zugleich ungewöhnlich war. Denn eine Fusion zweier Sportvereine, die mehr als 100 km auseinander liegen kam noch nicht allzu oft vor. Der MGC Brechten schloss am 1. Januar 2008 mit dem 1. MGC Dormagen zusammen.
Der 1. MGC Dormagen wurde am 1. Mai 1986 gegründet. Am 11. Februar folgte die Eintragung in das Vereinsregister der Stadt Neuss. Gleich einen Monat nach der Vereinsgründung stellte man den Antrag an die Stadt Dormagen zwecks der Bereitstellung eines Grundstücks für eine vereinseigene Anlage. Es dauerte aber noch einige Jahre, bis der 1. MGC Dormagen zu seiner eigenen Heimanlage kam. In den Jahren zwischen 1987 und 1989 spielte man zunächst auf der Miniaturgolfanlage in Kaarst-Büttgen. Im Oktober 1992 erteilte die Stadt Dormagen im Stadtteil Hackenbroich die Baugenehmigung für die neue Miniaturgolfanlage. Diese wurde dann im Mai 1996 eröffnet.

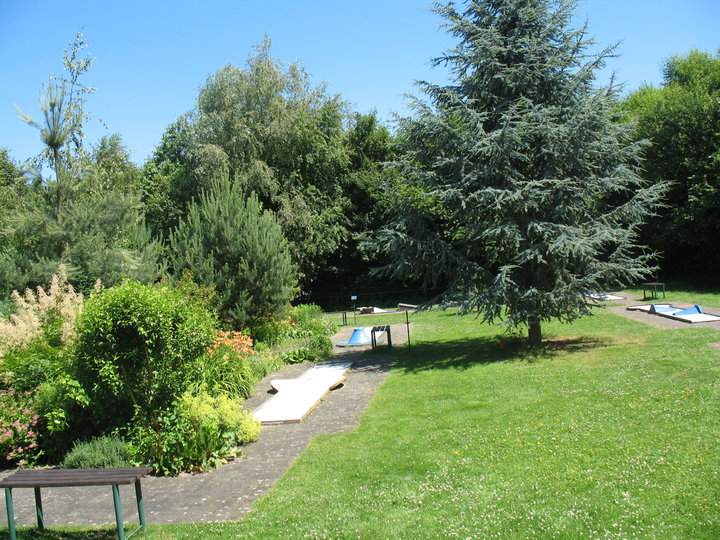
Blick auf die Minigolfanlage in Dormagen-Hackenbroich

2 Jahre nach der Fertigstellung war die Anlage erstmals Austragungsort eines Großereignisses. 1998 wurden zusammen mit der BGSV Kerpen die 49. Deutschen Miniaturgolf Meisterschaften der Damen und Herren auf der Anlage ausgetragen. 2001 und 2004 fanden ebenfalls Bundesligaspieltage in Hackenbroich statt.
Unter dem neuen Namen MGC Dormagen-Brechten startete in Dormagen ein neues viel versprechendes Minigolfprojekt mit Leistungsbezug und Vereinsleben auf der heimischen Anlage.
Gleich noch im ersten Vereinsjahr konnte die 1. Herrenmannschaft wieder einen großen nationalen Erfolg feiern. Mit dem deutschen Mannschaftsmeistertitel schaffte man es wieder das Siegerpodest in der Bundesliga zu erklimmen. Es folgte eine weitere Europacup-Teilnahme am Ende des Jahres.
Zurzeit zählt der Verein fast 50 Mitglieder. Der Verein erfreut sich zurzeit einem Mitgliederwachstum und dem Aufbau einer neuen Jugendabteilung.
Jährlich findet auf der Anlage eine Vereinsmeisterschaft statt, dabei variiert der Austragungsmodus von Jahr zu Jahr.

## Mannschaften
Die 1. Herrenmannschaft des Vereins spielte von 1978 bis 1995 ununterbrochen in der höchsten deutschen Liga auf dem System Miniaturgolf. Seit der Zusammenlegung der Spielsysteme (Kombination) 1995 und der Einführung der übergeordneten 1. Bundesliga im Minigolf war das Team dort bis noch 2005 in der Bundesliga vertreten. Es folgte 2005 der Abstieg in die 2. Bundesliga. Nach einem Jahr in der Zweitklassigkeit folgte nach dem Relegationsspiel wieder der Aufstieg in das Oberhaus. Seit 2007 spielt die 1. Herrenmannschaft wieder in der höchsten deutschen Spielklasse. 2008 gewann die Mannschaft die deutsche Mannschaftsmeisterschaft.
Die 2. Herrenmannschaft spielt zurzeit in der 2. Bundesliga Nord. Gleich im ersten Jahr nach dem Aufstieg 2008 in die Regionalliga belegte die Mannschaft den ersten Platz. Man verzichtete jedoch auf eine Teilnahme an den Relegationsspielen zur 2. Bundesliga. Es folgten 2 weitere gute Jahre in der Regionalliga (Platz 2 und Platz 1), ehe man sich dazu entschloss, als Erstplatzierter in die 2. Bundesliga Nord aufzusteigen. Die Zweite Mannschaft bildet einen Unterbau zu der 1. Herrenmannschaft, in die regelmäßig junge Spieler mit eingebunden werden.
Mit der Vereinsfusion 2008 folgte auch die Gründung einer 3. Vereinsmannschaft. Zurzeit spielt die 3. Mannschaft in der NBV-Liga (zweithöchste Spielklasse auf regionaler Ebene). 2008 startete die Mannschaft in der Kreisliga. Es folgten 4 Aufstiege hintereinander in die Bezirksliga, Landesliga, Verbandsliga und letztendlich in die NBV-Liga.
Regelmäßig nimmt eine Mannschaft aus dem Verein am DMV-Pokal teil (vergleichbar dem DFB-Pokal).

## Spielstätten
Die Heimanlage liegt im Sportzentrum Dormagen-Hackenbroich. Seit Januar 2010 ist der Verein offizieller Landesleistungsstützpunkt im Nordrhein-Westfälischen Bahnengolfverband und seit dem Sommer 2011 Stützpunkt für Trainerausbildung und Lehrgänge im Deutschen Minigolfsport Verband. Hier bieten sich hervorragende Trainings- und Turniermöglichkeiten für die Vereinsspieler auf 18 Bahnen plus 2 extra aufgestellte Trainingsbahnen. Außerdem gibt es ein Vereinshaus mit einem großen Aufenthaltsraum mit Verpflegung für das leibliche Wohl. Die Anlage ist auch für den normalen Publikumsverkehr geöffnet.

## Vereinserfolge
Liste mit den Erfolgen bei Mannschaftswettbewerben:
- Erfolge der Herrenmannschaft:

Europa-Cup-Sieger 1986, 1987, 1988 und 1990
sowie Deutscher Meister 1986, 1987, 1988, 1989, 1990, 1994 und 2008
- Erfolge der Damenmannschaft:

Deutscher Meister 1975, 1976, 1978 und 1980
- Erfolge der Jugendmannschaft:

Deutscher Meister 1967 und 1968
Darüber hinaus gelangen den Vereinspielern Siege mit der deutschen Nationalmannschaft bei Welt- und Europameisterschaften.
In der langen Tradition des MGC Brechten, konnten die Aktiven in allen Kategorien viele nationale und internationale Titel sammeln.
Einen großen internationalen Erfolg konnte Robin Hettrich bei den Junioren-Weltmeisterschaften 2010 im russischen Sotschi verzeichnen. Hier gewann Hettrich die Goldmedaille im Mannschafts- und Einzelwettbewerb.
Markus Janßen wurde bei den Europameisterschaften der Senioren (Spieler ab 45 Jahre) im hessischen Künzell Mannschaftseuropameister und Vize-Europameister im Einzelwettbewerb.

## Spieler
Bekannte und erfolgreiche Spieler in der langen Vereinsgeschichte mit vielen internationalen Erfolgen sind unter anderem:
- Michael Neuland wurde 1990 und 2002 das Silberne Lorbeerblatt verliehen. Weitere erfolgreiche Vereinsspieler sind und waren unter anderem Michael Butgereit, Tim Clasen, Markus Janßen, Jochen Sturm, Stephan Bremicker, Alexander Junkermann, Alex Jasper, Marco Templin und Robin Hettrich.[4]

## Nachwuchs
In der Spielsaison 2011/2012 wurde die neue Jugendmannschaft erstmals Westdeutscher Jugendmannschaftsmeister und auf den deutschen Jugendmeisterschaften im bayrischen Murnau erreichte man einen 2. Platz hinter der SG Arheilgen.